# Rio Funes

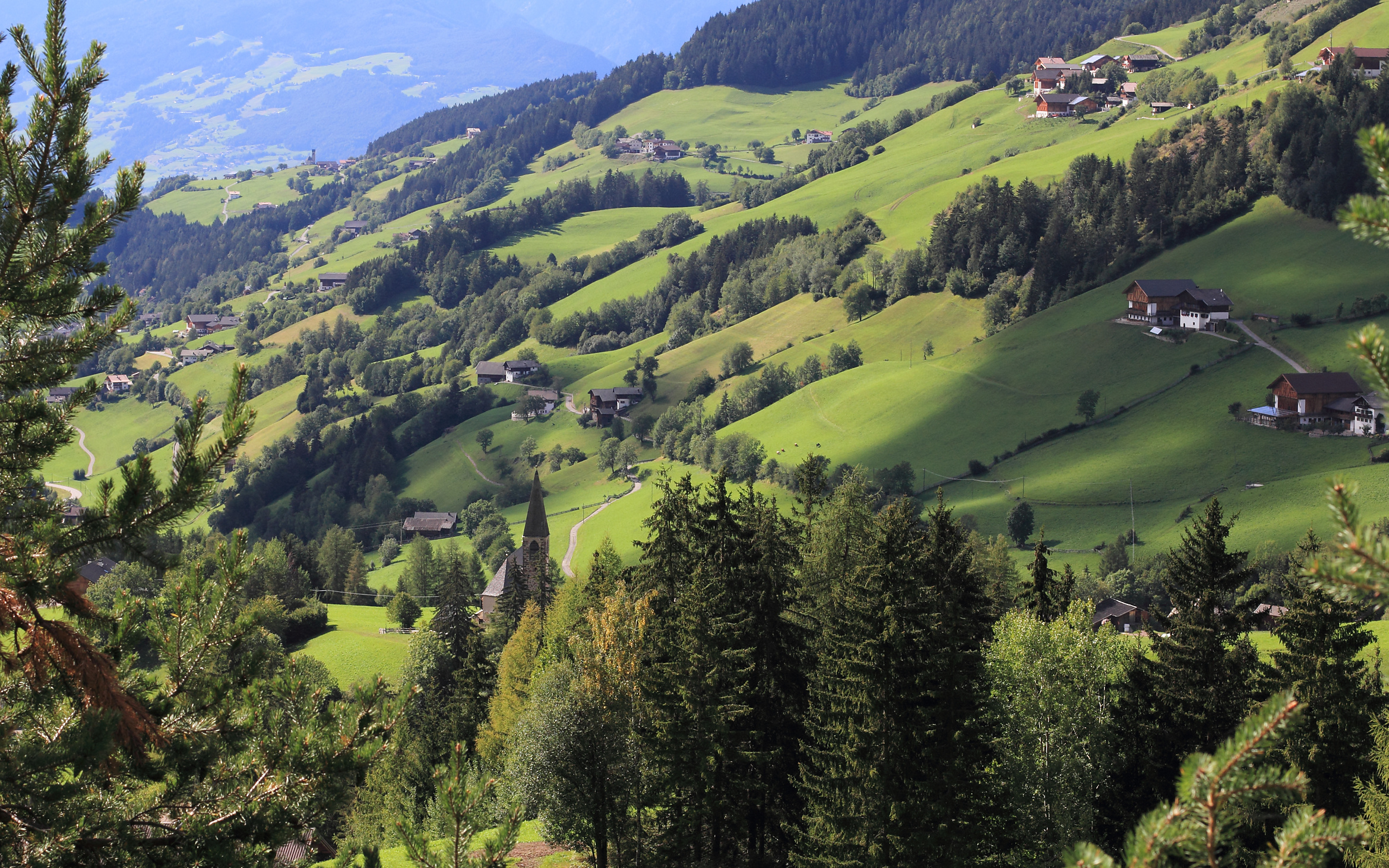
Val di Funes

Il rio Funes (Villnößer Bach in tedesco) nasce dalle Odle (Geislerspitze) in Alto Adige. Scorre nella val di Funes e confluisce da sinistra dopo circa 20 chilometri a valle di Velturno nel fiume Isarco. Principali affluenti sono il rio San Zenone (St. Zenobach) ed il rio Valluzza (Flitzer Bach). Il corso del fiume è interamente compreso nel comune di Funes, le principali frazioni bagnate sono Santa Maddalena e San Pietro.